# Sonia Souid
Pour les articles homonymes, voir Souid.
Sonia Souid, née le 19 juin 1985 , est une agente de sportifs et ancienne joueuse de volley-ball française, qui a été élue Miss Auvergne 2003.

## Biographie

### Jeunesse
Originaire de Clermont-Ferrand, elle est issue d'une famille qui vit à travers le sport. Son père est préparateur physique de footballeurs, son frère joue au football, tandis que sa sœur, elle, préfère l'équitation. Sa mère est professeure de mathématiques.
Elle intègre un cycle de sport-études, soit 20 heures de volley-ball hebdomadaires en plus du programme scolaire avant de devenir une joueuse professionnelle dans le club de volley-ball de Riom puis pour le VBC Riom. En 2003, elle obtient son bac scientifique spécialité SVT au lycée Godefroy-de-Bouillon à Clermont-Ferrand, et fait des études en école de médecine l'année suivante.
En 2003, sa monitrice d'auto-école l'inscrit à l'élection de Miss Auvergne, qu'elle remporte et participe à Miss France 2004, mais ne se classe pas. En 2004, elle décide alors de quitter le cocon auvergnat et de tenter sa chance à Paris où elle partage une chambre de bonne avec deux copines, dont Miss Paris, prend des cours d’art dramatique au cours Florent puis au Studio Pygmalion et enchaîne les boulots comme mannequin ou hôtesse d’accueil.

### Carrière
Quelques mois plus tard, grâce au président de son ancien club de volley-ball, elle se lance dans une nouvelle carrière : l’immobilier de luxe. Elle est apporteure d'affaires, un métier qu'elle exerce pendant quatre ans. Elle décide ensuite de passer d'agent immobilier à agent sportif. En mai 2010, elle  obtient une licence d’agent FFF,. Elle est la seule femme des dix-huit lauréats retenus parmi les quatre cents candidats de la promotion 2010,.
Fin 2010, elle décide de quitter la France pour le Qatar où elle rejoint son père, préparateur sportif au centre Aspetar de Doha, une clinique de médecine sportive ultramoderne. Elle choisit alors de commencer sa carrière d'agent au Qatar et aux Émirats arabes unis car ces pays comptent très peu d’agents. Elle intègre ensuite l'entreprise Essentially, filiale du groupe britannique CSM Sports & Entertainment, un poids lourd mondial du marketing sportif qui est leader sur le rugby et dont le PDG est Sebastian Coe. Elle y gère les activités football avec Patrick Esteves et son frère Samy.
En janvier 2012, elle est à l’origine du premier transfert d’un joueur venu du golfe Persique, Hamdan Al Kamali, en Europe,. En juillet 2013, elle provoque le premier transfert payant d’une femme footballeuse en France.
En 2014, par son entremise, Corinne Diacre prend place sur le banc de Clermont Foot en Ligue 2. C'est une première pour un club de football professionnel masculin.
En janvier 2023, elle révèle dans un entretien dans le journal L'Équipe, un certain nombre de comportements problématiques, à connotation sexuelle, supposés, par Noël Le Graët. Le 17 janvier 2023, une enquête est ouverte par le parquet de Paris pour « harcèlement moral » et « harcèlement sexuel ». Elle est classée sans suite en octobre 2024 car les investigations ne permettent pas de caractériser ces deux infractions.